# Alberto Oliveras
Alberto Oliveras Mestre (Barcelona, 28 de octubre de 1929-París, 13 de octubre de 2010) fue un periodista español, célebre por sus programas de radio, especialmente el que llevaba por título Ustedes son formidables que estaba dedicado a la recaudación de fondos para causas sociales.

## Biografía
Nació en Barcelona. Estudió interno en las Escuelas Pías de Sarriá. En la Universidad de Barcelona se licenció en Filosofía y Letras y realizó estudios de Derecho, carrera que no llegaría a terminar. Su primera actividad periodística fue la revista cultural San Jorge en la que colaboró cuando contaba 23 años. En 1956 obtuvo el Premio Ondas de novela por la adaptación al cine y la televisión de su novela “Nunca pasa nada”. En 1959 fijó su residencia en París, ciudad a la que se trasladó fascinado con el liberalismo y la democracia que no existía en España debido a la dictadura franquista. Se casó con una ciudadana francesa y residió en una vivienda que había sido previamente estudio del pintor Modigliani. Obtuvo la corresponsalía de la cadena SER en París.
Tras su vuelta a España, su actividad se centró en Madrid, donde desarrolló nuevas ideas para la creación de programas de radio y televisión, especialmente concurso y juegos. Es conocido sobre todo por su carrera profesional en el mundo de la radio, medio en el que fue una de las voces más prestigiosas en España. Entre los programas que realizó, uno de los que tuvo más repercusión fue Ustedes son formidables, en la Cadena SER, espacio que recaudaba fondos para causas solidarias, cuya sintonía eran los compases iniciales del cuarto movimiento de la Sinfonía del Nuevo Mundo de Antonín Dvořák. Se emitió a lo largo de 17 años, entre 1960 y 1977.  En 1961 logró recaudar 3.000.000 de pesetas de la época en la emisión especial dedicada a obtener socorros para los damnificados por la grave inundación que tuvo lugar en Sevilla, causada por el desbordamiento del arroyo Tamarguillo, que dejó a miles de personas sin hogar. Más adelante trabajaría en Radio Nacional de España, hasta 2003.
Presente en Televisión Española desde sus inicios, presentó diversos programas como La unión hace la fuerza (1964), espacio en el que dos concursantes, representantes de una provincia española, formaban equipo. El primero realizaba una prueba intelectual, y el segundo debía superar una prueba física.
Otros espacios que alcanzaron notoriedad fueron En tierras lejanas (1981-1982) en el que aparecían en pantalla las experiencias de ciudadanos españoles que vivían en diferentes países de Asia o Sudamérica, el concurso Verdad o mentira (1982), el programa de reportajes sobre el Tercer Mundo La aventura humana (1985) o la serie sobre relatos basados en sucesos reales Suspense.
En 1989 el director de Radio Nacional de España, Enric Sopena, rescindió el contrato de Alberto Oliveras, por unas declaraciones realizadas en el programa Protagonistas de la COPE, en el que criticaba a RTVE y proponía una reforma radical del ente público.
Como director de documentales, destacó en los dos trabajos que realizó sobre la figura de Vicente Ferrer: El hombre del paraguas (1998) y La ciudad del Infinito (2002). Había conocido a Ferrer durante su etapa como director de Ustedes son Formidables en Cadena Ser y desde entonces Oliveras siempre fue su máximo defensor y colaborador en España.
Entre sus publicaciones, destaca una biografía de Vicente Ferrer titulada Vicente Ferrer, una revolución silenciosa (2000).
Recibió el Premio Ondas en varias ocasiones. En 1956 por la adaptación al cine y televisión de su novela Nunca pasa nada, en 1960 por el programa informativo Mundorama de la cadena SER, en 1964 al mejor locutor (Nacional de Radio), y en 1999 por su trayectoria profesional con ocasión del 75 aniversario de la radio en España.
Falleció en París el 13 de octubre de 2010.